# Усьник-Двур
Усьник-Двур (пол. Uśnik-Dwór) — село в Польщі, у гміні Снядово Ломжинського повіту Підляського воєводства.
Населення — 62 особи (2011).
У 1975-1998 роках село належало до Ломжинського воєводства.

## Демографія
Демографічна структура станом на 31 березня 2011 року:
|          | Загалом | Допрацездатний вік | Працездатний вік | Постпрацездатний вік |
| -------- | ------- | ------------------ | ---------------- | -------------------- |
| Чоловіки | 32      | 6                  | 24               | 2                    |
| Жінки    | 30      | 7                  | 16               | 7                    |
| Разом    | 62      | 13                 | 40               | 9                    |